# Porcheux
Porcheux is een gemeente in het Franse departement Oise (regio Hauts-de-France) en telt 278 inwoners (2005). De plaats maakt deel uit van het arrondissement Beauvais.

## Geografie
De oppervlakte van Porcheux bedraagt 4,7 km², de bevolkingsdichtheid is 59,1 inwoners per km².
De onderstaande kaart toont de ligging van Porcheux met de belangrijkste infrastructuur en aangrenzende gemeenten.

## Demografie
Onderstaande figuur toont het verloop van het inwonertal (bron: INSEE-tellingen).